# Кэртин, Джон Джозеф
Джон Джозеф Амброуз Кэртин (англ. John Joseph Ambrose Curtin; 8 января 1885 — 5 июля 1945) — австралийский государственный и политический деятель, с 1928 в парламенте от Лейбористской партии, 14-й премьер-министр Австралии (7 октября 1941 — 5 июля 1945).

## Ранние годы жизни

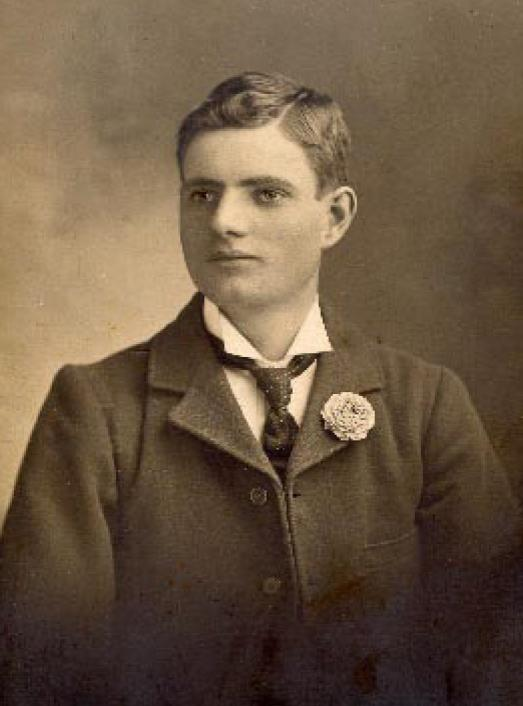
Кэртин в 1908 году

Родился в городе Кресуик, в центральной части австралийского штата Виктория, 8 января 1885 года. Отец — Джон Кэртин, ирландец, работавший на протяжении своей жизни тюремным надзирателем, полицейским, менеджером, мать — Мэри Энн. Получив начальное образование в нескольких католических и государственных школах, в возрасте 12 лет поступил на работу на одну из фабрик Мельбурна. Вскоре стал активным членом Лейбористской партии Австралии, а также Социалистической партии Виктории. Публиковал работы в радикальной социалистической газете.
В 1911 году работал в качестве секретаря в профсоюзе лесорубов, а с 1914 года — его первым федеральным президентом. В этом же году баллотировался в Палату представителей Парламента Австралии от Лейбористской партии, однако выборы проиграл. За отказ от обязательного медицинского освидетельствования перед призывом на военную службу (Кэртин выступал против военной службы, придерживаясь принципов пацифизма и социалистического антимилитаризма) был заключён под стражу сроком на три месяца (хотя, в любом случае, он был бы признан негодным к службе из-за плохого зрения). После освобождения страдал от алкоголизма (любовь к спиртному сохранилась и в годы премьерства).
В 1917 году женился на Элси Нидем. В браке родилось двое детей. В 1918 году переехал в город Перт в Западной Австралии, где стал редактором газеты «Westralian Worker», официальной профсоюзной газеты. До этого, в 1917 году, стал членом Австралийской ассоциации журналистов, президентом которой стал в 1921 году.

## Политическая карьера
Принимал несколько раз участие в парламентских выборах, пока не выиграл место в парламенте от избирательного округа Фремантл в 1928 году. После формирования лейбористского правительства под руководством Джеймса Скаллина в 1929 году считался одним из главных претендентов на пост министра, однако из-за увлечения алкоголем его кандидатура не получила одобрения. В 1931 году Кэртин потерял своё место в парламенте, но уже в 1934 году вновь в него вернулся.
После ухода в отставку лидера лейбористов Скаллина в 1935 году Кэртин неожиданно был избран на его место (с перевесом всего в один голос): сказалась поддержка левой профсоюзной группы в партийном руководстве.

### Годы премьерства

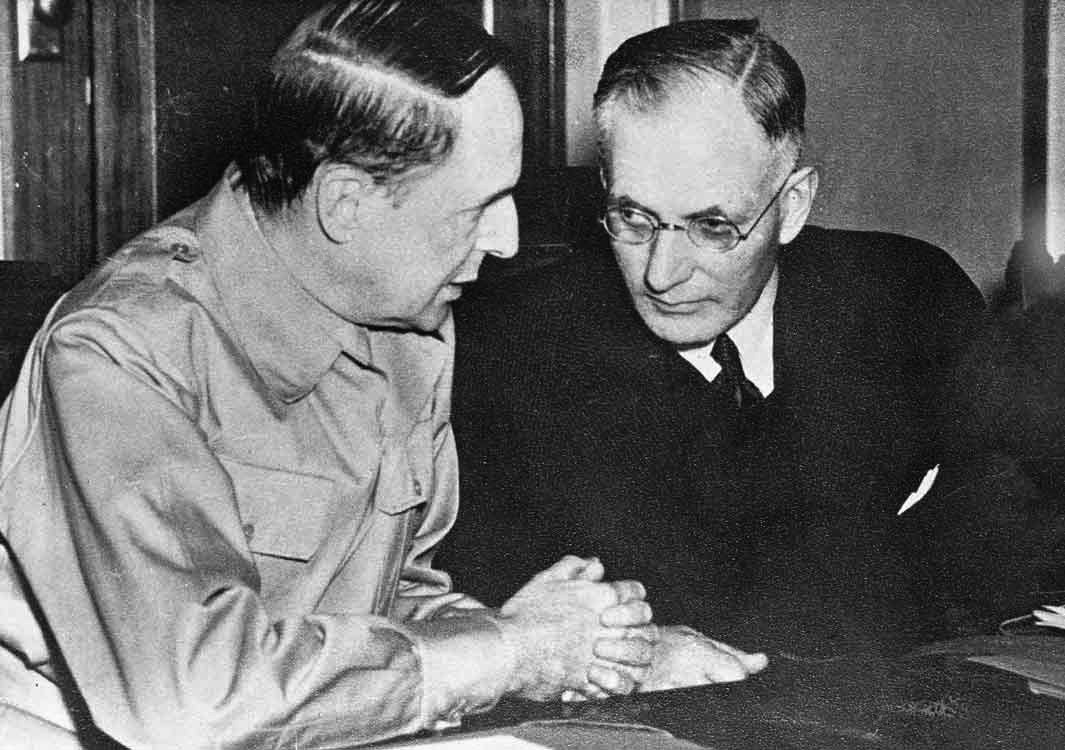
Джон Кэртин и Дуглас Макартур

В начале 1940-х годов Кёртину поступило предложение от Роберта Мензиса сформировать военное «национальное правительство», однако он решил отказаться, побоявшись раскола в Лейбористской партии. Благодаря полученной поддержке от двух независимых членов парламента, Артура Колза и Александра Уилсона (ранее они выступали на стороне консерваторов), в октябре 1941 года Кэртин стал премьер-министром Австралии.
С началом наступления японцев на Тихом океане в 1941 году (тогда шла Вторая мировая война) в Австралии было объявлено военное положение, а промышленность была переведена на военные рельсы. Одновременно Кэртин вывел австралийские войска из Ближнего Востока, передислоцировав их на защиту Новой Гвинеи и Австралии от японской угрозы. В апреле 1942 года им был заключён военный оборонный союз с США, а командование австралийскими войсками было передано американскому генералу Дугласу Макартуру. Существовала реальная угроза вторжения в Австралию японских войск: 19 февраля 1942 года был осуществлён налёт японской авиации на Дарвин, крупнейший в истории Австралии. Однако это не помешало Лейбористской партии одержать крупнейшую победу в своей истории на парламентских выборах в августе 1942 года.
В целом, военные годы под руководством правительства Кэртина были периодом значительных социальных и культурных перемен: были проведены мероприятия по защите от воздушных налётов, сооружены многочисленные укрытия для авиации, введено нормирование продуктов, осуществлено массовое привлечение женщин к работам на заводах.
Кэртин умер 5 июля 1945 года в городе Канберра, всего за месяц до окончания войны, став вторым по счёту австралийским премьер-министром, который умер на премьерском посту. Был похоронен на кладбище Карракатта в Перте.
На короткое время его место занял Фрэнк Форд, а спустя ещё одну неделю — Бен Чифли.